# Milan Pitel
Milan Pitel (* 18. března 1946) je bývalý československý fotbalový obránce.

## Fotbalová kariéra
V československé lize hrál za TŽ Třinec ve 22 utkáních, aniž by dal gól.

## Ligová bilance
| Ročník                                   | Zápasy | Góly | Minuty | Klub      |
| ---------------------------------------- | ------ | ---- | ------ | --------- |
| 1. československá fotbalová liga 1970/71 | 13     | 0    | 735    | TŽ Třinec |
| 1. československá fotbalová liga 1971/72 | 9      | 0    | 627    | TŽ Třinec |
| CELKEM                                   | 22     | 0    | 1 362  |           |